# Сталеві магнолії (фільм, 2012)
«Сталеві магнолії» (англ. Steel Magnolias) — американський телефільм за участі Квін Латіфи, Елфрі Вудард, Філісії Рашад, Джілл Скотт, Адеперо Одує та Кондоли Рашад. Прем'єра відбулась 7 листопада 2012 року на кабельному каналі Lifetime. Це римейк однойменного фільму 1989 року з Саллі Філд, Доллі Партон, Ширлі Маклейн, Ганною Деріл, Олімпією Дукакіс та Джулією Робертс у головних ролях, який у свою чергу заснований на п'єсі Роберта Гарлінга.
Фільм отримав позитивні відгуки критиків, більшість з яких відзначали гру Елфрі Вудард. ЇЇ було номіновано на премію Гільдії кіноакторів США за найкращу жіночу роль у телефільмі або мінісеріалі за роль у стрічці. Прем'єра фільму зібрала біля екранів 6,5 мільйонів глядачів, що зробило його одним із трьох найбільш успішних в історії каналу Lifetime.

## В ролях
- Квін Латіфа — Малінн
- Елфрі Вудард — Уізер
- Філісія Рашад — Клері
- Джілл Скотт — Труві
- Адеперо Одує — Аннель
- Кондола Рашад — Шелбі
- Ленс Гросс — Семмі
- Майкл Біслі — Спад
- Торі Кіттлз — Джексон

## Виробництво
В жовтні 2011 року було оголошено, що Lifetime починає роботу над римейком класичного фільму 1989 року, але з афроамериканським акторським складом. Вже 19 березня 2012 року стало відомим, що до фільму приєднались шість акторок, відзначені нагородами. Серед них:
- номінантка на «Оскар» Квін Латіфа в ролі Малінн (в оригіналі її зіграла Саллі Філд)
- лауреатка чотирьох «Еммі», «Золотого глобуса» та номінантка на «Оскар» Елфрі Вудард в ролі Уізер (в оригіналі її зіграла Ширлі Маклейн)
- лауреатка «Тоні» Філісія Рашад в ролі Клері (в оригіналі її зіграла Олімпія Дукакіс)
- лауреатка «Греммі», співачка Джілл Скотт в ролі Труві (в оригіналі її зіграла Доллі Партон)
- номінантка премії «Незалежний дух» Адеперо Одує в ролі Аннель (в оригіналі її зіграла Ганна Деріл)
- номінантка на «Тоні» Кондола Рашад, яка є донькою Філісії Рашад і виконала роль Шелбі (в оригіналі її зіграла Джулія Робертс)

Зйомки почались у квітні і тривали протягом весни в місті Атланта штату Джорджія. Перший трейлер фільму вийшов 3 липня, а у серпні запущений другий проморолик, після чого пачалась і рекламна кампанія. 